# Libuše Moníková
Libuše Moníková (ur. 30 sierpnia 1945 w Pradze, zm. 12 stycznia 1998 w Berlinie) – czeska pisarka tworząca w języku niemieckim.

## Życiorys
W latach 1963–1968 studiowała anglistykę i germanistykę na Uniwersytecie Karola w Pradze. W 1970 wyszła za mąż za niemieckiego studenta Michaela Herzoga i wyjechała na stypendium naukowe do Getyngi. Sytuacja polityczna, która nastała po stłumieniu praskiej wiosny, skłoniła ją do pozostania na stałe w RFN. W latach 1973–1979 wykładała na Gesamthochschule Kassel (GhK), a następnie na Uniwersytecie w Bremie.
Poszukiwanie wydawcy dla dedykowanej pamięci Jana Palacha powieści Ujma (Eine Schädigung) powiodło się w 1981, od tego czasu Libuše Moníková zajmowała się wyłącznie literaturą. Oprócz kolejnych powieści tworzyła eseje dotyczące twórczości Franza Kafki, Mileny Jesenskiej i Ladislava Klímy.
Pracę nad powieścią Chwiejnym krokiem (Der Taumel) przerwała choroba. Pisarka zmarła w wieku 52 lat, powieść została wydana po jej śmierci.

## Wybrana twórczość
- Eine Schädigung, Berlin, 1981
- Pavane für eine verstorbene Infantin, Berlin, 1983
- Die Fassade, Monachium, 1987
- Tetom und Tuba Tetom a Tuba, Frankfurt nad Menem, 1987
- Schloß, Aleph, Wunschtorte, Monachium, 1990
- Unter Menschenfressern, Frankfurt nad Menem, 1990
- Treibeis, Monachium, 1992
- Prager Fenster, Monachium, 1994
- Verklärte Nacht, Monachium, 1996
- Der Taumel, Monachium, 2000